# Edgar (músico)
Edgar Pereira da Silva é um rapper brasileiro nascido em Guarulhos, no estado de São Paulo.

## Carreira
Edgar gostava de escrever desde muito jovem, mas começou a exercitar essa habilidade depois de influências de sarau e teatro com pessoas próximas. Já no mundo da música, inicia através das rimas de improviso em sua cidade natal e ingressou em um curso de percussão. Suas composições e versos foram surgindo em forma musical por volta de 2012 em seus canais digitais, até compilá-las no seu primeiro álbum independente, Progéria Atípica. Desde então, utilizou suas plataformas digitais para compor, criar e dirigir obras que vão desde música instrumental até curtas-metragens; sendo notável não apenas pelo seu estilo lírico, mas também pelas suas criações no âmbito da moda. Em 2015, participou do programa televisivo Manos e Minas da TV Cultura, chamando atenção para seu trabalho e despertando interesse de um público mais abrangente. Ganhou mais visibilidade devido ao 33º álbum de Elza Soares, Deus é Mulher, em rap que escreveu para a faixa "Exu nas escolas", propiciando o sucesso do seu álbum posterior, Ultrassom, em setembro de 2018, pela Deckdisc.
Também produziu obras como parte dos grupos Matagal Hi-Tek, Arara Saudita e Mataviva; além de já ter dividido palco e co-participações com músicos como Maurício Fleury (Bixiga 70), Pupillo (Nação Zumbi), Nomade Orquestra, Elza Soares, Black Alien, Síntese, Edi Rock, Céu, entre outros.
Seu álbum Ultrassom foi eleito o 50º melhor disco brasileiro de 2018 pela revista Rolling Stone Brasil e um dos 25 melhores álbuns brasileiros do segundo semestre de 2018 pela Associação Paulista de Críticos de Arte.

## Discografia

### Álbuns de estúdio
| Álbum            | Detalhes | Ficha técnica | Referência |
| ---------------- | --- | --- | ---------- |
| Progéria atípica | - Lançamento: 2013 - Formatos: download digital - Gravadora: independente                                                   | - Produção musical: "Real J" Jefferson Silva - Gravado por: Eduardo Barbosa - Arte da capa: Elvis Mourão - Foto da contra-capa: Lucas Negrelli | [ 10 ]     |
| Paralelo 22s     | - Lançamento: 11 de Setembro de 2015 - Formatos: download digital - Gravadora: independente                                 | - Produção musical: Edgar Pereira, Marcos Enig, Bruno Min, Jay Beats, Paulo Júnior, Will Terra, Marco Nalesso, Marcelo Laguna, Jhow Produz, Cristiane Araujo, Elís Lucas, Henrique Borazanian, Kaio Martins, Caio Nobrega, Lucas Latorre - Gravado por: Alexsandro Vieira Machado - Estúdio ZEN, Guarulhos-SP - Mixado por: Rodrigo Locaut - MPM Records, Guarulhos-SP - Direção Musical: Edgar Pereira - Direção Artística: Lucas Negrelli, Edgar Pereira - Produção Executiva: Lucas Negrelli - Produção Fonográfica: Rodrigo Locaut - Imagens da Capa e Contracapa: Luís Alexandre Lobot | [ 11 ]     |
| Ultrassom        | - Lançamento: 6 de Setembro de 2018 - Gravadora: - Deckdisc (CD, download digital) - Polysom (disco de vinil, fita cassete) | - Produção musical: Pupillo - Colaboração: David Bove, Maurício Fleury - Participações e arranjos: Céu, Rodrigo Brandão. |            |

### Extended plays(EP)
| Álbum                              | Detalhes                                                                                 | Ficha técnica | Referência |
| ---------------------------------- | ---------------------------------------------------------------------------------------- | --- | ---------- |
| Protetora dos Bêbados e Mal Amados | - Lançamento: 13 de Março de 2017 - Formatos: download digital - Gravadora: independente | - Produção Executiva: BB Jupteriano - Produção Musical: DJ Mako Lum - Artes: Colar Faz Bem (Aline Fonseca) - Mixado por: Djames Lanza - Masterizado por: Henrique Dias - Co-Produção do Curta Metragem: Lucas Negrelli, Renan Alves - Legendas por: Rogério Soares - Trilha Sonora do Curta Metragem: Ruy Rascassi - Sonoplastia: Brunon Berkeras | [ 12 ]     |

### Álbuns de colaboração
| Álbum                                   | Detalhes                                                                                    | Ficha técnica | Referência |
| --------------------------------------- | ------------------------------------------------------------------------------------------- | --- | ---------- |
| Psilocibinas Alinhadas (Matagal Hi-Tek) | - Lançamento: 1 de Dezembro de 2015 - Formatos: download digital - Gravadora: independente  | - Direção: Edgar Pereira - Produção musical: Douglas Miranda Velosos "Chakra Beats" - Edgar Pereira, Douglas Veloso, Cristiane Araújo, Renan Campos, Lucas Negrelli, Rodrigo Locaut, Alex Vieira, Estê Silva, Guilherme Mendes, Rodrigo Coelho, Fattah Hamad - Mixado e masterizado por: Rodrigo Locaut (exceto faixa 6 - Flor da Pele, produzida por Guilherme Mendes; mixada e masterizada por Ailton Minazp) - Produção Fonográfica: Rodrigo Locaut - Fotografias: Lucas Negrelli | [ 13 ]     |
| Terreiro digital (Matagal Hi-Tek)       | - Lançamento: 21 de Dezembro de 2015 - Formatos: download digital - Gravadora: independente | - Produção musical por: Douglas Miranda Veloso "Chackra beats", Edgar Pereira da Silva "Edgar Pererê" - Foto de capa: Lucas Negrelli - Produção Fonográfica: Ailton Ink - Participações: Rafael Cab, Victor Farias, Caio Castro. | [ 14 ]     |
| Abóbada (Arara Saudita)                 | - Lançamento: 1 de Janeiro de 2016 - Formatos: download digital - Gravadora: independente   | - Produção Musical: Arara Saudita, Bruno Mulinário - Gravado por: Bruno Mulinário - Estúdio Cidadão Cósmico, Jean Dolabella - Family Mob Studios - Mixado e Masterizado por: Lisciel Franco - Estúdio ForestLAB - Arte da Capa: Caskata - Arte gráfica e site: Thabata Lima Arruda | [ 15 ]     |
| Baga (Edgar, Mataviva)                  | - Lançamento: 15 de Dezembro de 2018 - Formatos: download digital - Gravadora: independente | - Produção musical: - Edgar (voz e sintetizadores) - André Belizario (percussões) - Leonardo Joffre (bateria) - Luis Felipe Lucena (contra-baixo) - Marco Nalesso (guitarra, escaleta) | [ 16 ]     |

### Singles
| Título                                | Ano  | Álbum     |
| ------------------------------------- | ---- | --------- |
| Plástico                              | 2018 | Ultrassom |
| O amor está preso?                    | 2018 | Ultrassom |
| Carro de boy (com Rico Dalasam)       | 2020 | -         |
| Print (Freelion remix) (com Freelion) | 2020 | -         |

### Livro áudio visual
| Título            | Detalhes                                                                                  | Ficha técnica | Referência |
| ----------------- | ----------------------------------------------------------------------------------------- | --- | ---------- |
| O Novíssimo Edgar | - Lançamento: 27 de Agosto de 2017 - Formatos: download digital - Gravadora: independente | - Direção: Lucas Negrelli, Andre Okuma, Reiko Otake - Roteiro: Edgar - Produção Musical: - Edgar (instrumentais - faixas 16 e 18) - Isabela Negrelli e Rodrigo Locaut (faixa 17) - Matagal Hi-Tek (instrumentais - faixas 19 e 20) - Guilherme Mendes "Falamemo" (faixa 21) - Lucas La Torre (faixa 15) - Mixado e masterizado por: Rodrigo Locaut (exceto faixa 21, masterizada por Guilherme Mendes "Falamemo") - Produção visual: - Leandro Iatallese, Renan Alves - Studio Locadora, São Caetano do Sul-SP (faixa 15) - Lucas Negrelli e equipe (faixas 16 e 17) - Edgar (faixa 18, 19 e 20) - Andre Okuma, Reiko Otake (faixa 21) - Animações e legendas: Renato Pascoal - Foto da capa: Renan Alves - Elenco: Júlia Midory, Victor Humberto, Leandro Latallese, Renan Alves, Aline Fonseca, Ana Carolina Vital, Ariana Ana, Camila Rhodes, Pedro Alecrim, Rodrigo Barreto, Renan Campos, Warley Noua e Mari Lírica. | [ 17 ]     |